# البرك المستنقعية
البرك المستنقعية توجد في جميع أنحاء العالم، ولكنها تكثر في الأماكن المنخفضة الباردة في نصف الكرة الشمالي. وتحتوي هذه البرك على الكثير من الخث (مواد نباتية متفحمة)، أو الطحالب الخثية. ويحتوي الماء على نسبة عالية من الحموضة.